# Pourlans
Pourlans – miejscowość i gmina we Francji, w regionie Burgundia-Franche-Comté, w departamencie Saona i Loara.
Według danych na rok 1990 gminę zamieszkiwało 175 osób, a gęstość zaludnienia wynosiła 11 osób/km² (wśród 2044 gmin Burgundii Pourlans plasuje się na 736. miejscu pod względem liczby ludności, natomiast pod względem powierzchni na miejscu 599.).